# Zé Reis
José Reis Nogueira de Barros (Januária, 25 de março de 1981), mais conhecido como Zé Reis , é um empresário e político brasileiro filiado ao Podemos. Em 2019 assumiu o cargo de deputado estadual pela primeira vez. Foi nomeado secretário municipal de Meio Ambiente de Belo Horizonte em abril de 2023.